# Жіноча збірна СРСР з футболу
Жіноча збі́рна СРСР з футбо́лу (рос. Женская сборная СССР по футболу) — жіноча команда СРСР з футболу, якою керувала Федерація футболу СРСР. Утворена в 1990 році й припинила своє існування після розпаду СРСР. За свою коротку історію провела 48 матчів. З них виграла 11, 9 — звела внічию, а інші — програла. Беззмінним тренером збірної СРСР залишався Олег Борисович Лапшин (надалі — президент Асоціації жіночого футболу Росії). Правонаступницею збірної СРСР стала збірна Росії.

## Історія жіночого футболу в СРСР
Спроби організації жіночого футболу робилися ще в Російській імперії, коли 3 серпня 1911 року пройшов матч між командою Пушкіно й «Петровсько-Розумовської лігою», який завершився перемогою команди «Пушкіно» з рахунком 5:1. В СРСР проводилися деякі матчі в 1920-ті роки на станції Невинномиськ Північно-Кавказької залізниці між чоловічим і жіночим колективами залізниці. Однак надалі жіночий футбол не розвивався в зв'язку з війною й подальшим відновленням країни.
У 1972 році в Дніпропетровську провели Кубок Валентини Терешкової за участю ряду жіночих команд з міст СРСР, всі його матчі пройшли на стадіоні «Торпедо». Однак, незважаючи на ажіотаж, в журнал «Здоров'я» поскаржився такий собі Величко з бердянського заводу «Азовкабель», заявивши, що йому не сподобався зовнішній вигляд футболісток у зустрічах, а матчі жіночих команд були відверто травмонебезпечними. На лист відповіла глава Федерації спортивної медицини СРСР, доктор медичних наук Ніна Граєвська, яка визнала, що культивувати жіночий футбол «недоцільно», і з посиланнями на медичні факти показала травмоопасность гри. Через місяць Держкомітет СРСР зі спорту заборонив жінками займатися футболом, боксом, боротьбою і штангою з посиланнями на високу травмоопасность. У той час в світі жіночий футбол також був на аматорському рівні, професіональні матчі не проводилися.
Однак у 1980-ті роки жіночий футбол включили в реєстр офіційних видів спорту, що призвело до зняття заборони на жіночий футбол у СРСР. Журналістка з Чехословаччини Ольга Чемракова запропонувала запросити на кубок журналу «Млади світло» команду з СРСР, і в радянському тижневику «Собеседник» опублікували її звернення. У відповідь на це Федерація футболу СРСР організувала власний турнір на приз тижневика за участю восьми команд, який став прообразом жіночого футбольного чемпіонату СРСР. Згодом з'явилася й жіноча збірна СРСР.

## Матчі жіночої збірної СРСР
- враховані матчі збірної СРСР проти національних збірних інших країн
- не враховано матчі з командою міста Чанчунь (Китай), молодіжна збірна США і клубами Росії, Франції, Італії, Болгарії та Бельгії

| Сезон   | Іг | В  | Н | П  | М     | Бомбардир |
| ------- | -- | -- | - | -- | ----- | --- |
| 1990    | 21 | 3  | 8 | 10 | 14-44 | 4 Гнутова, 1 Александрова, Безменова, Бундукі, Верезубова, Григор'єва, Гурова, Кононова                                |
| 1991    | 21 | 7  | 1 | 13 | 24-44 | 4 Бундукі, 3 Плександрова, Григор'єва, Кононова, Гнутова, 1 Баркова, Верезубова, Полікарпова, Сотникова, Хромова, Надь |
| 1992    | 6  | 1  | 0 | 5  | 4-6   | 2 Григор'єва, 1 Кононова                                                                                               |
| ЗАГАЛОМ | 48 | 11 | 9 | 28 | 42-94 | |

### Бомбардири
- 7 Гнутова
- 6 Григор'єва
- 5 Кононова та Бундукі
- 4 Александрова
- 2 Верезубова
- 1 Баркова, Безменова, Гурова, Надь, Полікарпова, Сотникова, Хромова

| Країна         | Іг | В  | Н | П  | М'ячі | Роки           |
| -------------- | -- | -- | - | -- | ----- | -------------- |
| Англія         | 6  | 1  | 2 | 3  | 6:9   | 1990-1, 1991-5 |
| Болгарія       | 4  | 1  | 2 | 1  | 5:3   | 1990-4         |
| Угорщина       | 1  | 1  | 0 | 0  | 2:1   | 1991           |
| Німеччина      | 1  | 0  | 0 | 1  | 0:3   | 1990           |
| Данія          | 1  | 0  | 0 | 1  | 1:6   | 1991           |
| КНР/Китай-2    | 7  | 3  | 0 | 4  | 5:15  | 1990-3, 1991-4 |
| Італія         | 1  | 0  | 0 | 1  | 0:1   | 1992           |
| Канада         | 2  | 0  | 1 | 1  | 1:6   | 1990-2         |
| Нідерланди     | 2  | 0  | 0 | 2  | 0:2   | 1992-2         |
| Норвегія       | 4  | 0  | 1 | 3  | 2:8   | 1990-2, 1991-2 |
| Північна Корея | 1  | 0  | 1 | 0  | 0:0   | 1991           |
| Кот-д'Івуар    | 1  | 1  | 0 | 0  | 3:0   | 1992           |
| Польща         | 3  | 2  | 0 | 1  | 8:4   | 1991-3         |
| Румунія        | 1  | 0  | 0 | 1  | 1:2   | 1991           |
| Швеція         | 2  | 0  | 0 | 2  | 0:6   | 1991-2         |
| Шотландія      | 2  | 0  | 0 | 1  | 1:2   | 1992           |
| США/США-2      | 3  | 0  | 1 | 2  | 1:14  | 1990-1, 1991-2 |
| Фінляндія      | 3  | 1  | 0 | 2  | 3:3   | 1990-2, 1991-1 |
| Франція        | 4  | 1  | 1 | 2  | 3:9   | 1990-3, 1992-1 |
| ЗАГАЛОМ        | 48 | 11 | 9 | 28 | 42:94 |                |

| Країна                | Іг | В | Н | П | М'ячі | Роки |
| --------------------- | -- | - | - | - | ----- | ---- |
| Команда міста Чанчунь | 1  | 0 | 1 | 0 | 0:0   | 1990 |
| Волжанка (Чебоксари)  | 1  | 1 | 0 | 0 | 4:0   | 1991 |
| США (U-20)            | 1  | 0 | 1 | 0 | 1:1   | 1992 |
| Гранд Отель (Варна)   | 1  | 0 | 1 | 0 | 1:1   | 1990 |
| Реджана               | 1  | 1 | 0 | 0 | 6:1   | 1990 |
| Стандард (Льєж)       | 1  | 0 | 0 | 1 | 0:1   | 1992 |
| Олімпік Ліон          | 1  | 1 | 0 | 0 | 1:0   | 1992 |
| Загалом               | 7  | 3 | 2 | 2 | 13:4  |      |

## Список матчів
Легенда

### 1990 рік
| 1. товариський 26.03.1990 | Болгарія | 1:4         | СРСР                                         | Казанлик, Болгарія                                                 |  |
|                           | Гол      | [ 3 ] [ 4 ] | 7' Безменова 59' Верезубова 61', 62' Гнутова | Стадіон: Цвятко Радойнова Глядачі: 500 Суддя: А. Узунов (Болгарія) |  |

| 2. товариський 28.03.1990 | Болгарія | 1:0         | СРСР | Стара Загора, Болгарія                                        |  |
|                           | Гол      | [ 3 ] [ 4 ] |      | Стадіон: Локомотив Глядачі: 500 Суддя: Н. Недялков (Болгарія) |  |

| 3. товариський 12.04.1990 | СРСР    | 1:2         | Норвегія  | Севастополь, СРСР                                     |  |
|                           | Гнутова | [ 3 ] [ 4 ] | Гол · Гол | Стадіон: Чайка Глядачі: 4 000 Суддя: Г. Іляков (СРСР) |  |

| 4. товариський 15.04.1990 | СРСР | 0:0         | Норвегія | Сімферополь, СРСР                                        |  |
|                           |      | [ 3 ] [ 4 ] |          | Стадіон: Локомотив Глядачі: 4 000 Суддя: В. Авдиш (СРСР) |  |

| 5. товариський GH Varna Tournament 16.04.1990 | Канада | 1:1   | СРСР | Варна, Болгарія |  |
|                                               |        | [ 5 ] |      |                 |  |

| 6. товариський GH Varna Tournament 17.04.1990 | «Варна» | 1:1   | СРСР | Варна, Болгарія |  |
|                                               |         | [ 5 ] |      |                 |  |

| 7. товариський GH Varna Tournament 18.04.1990 | «Реджана» | 1:6   | СРСР | Варна, Болгарія |  |
|                                               |           | [ 5 ] |      |                 |  |

| 8. товариський GH Varna Tournament 20.04.1990 | Франція                                                                         | 7:1         | СРСР | Варна, Болгарія |  |
|                                               | Константін 2' Місмак 10', 75' Мюссе 23' (пен.) Барон 27' Новак 37' Ле Бюльш 44' | [ 5 ] [ 6 ] | 46'  |                 |  |

| 9. товариський GH Varna Tournament 21.04.1990 | Канада | 5:0   | СРСР | Варна, Болгарія |  |
|                                               |        | [ 5 ] |      |                 |  |

| 10. товариський 26.04.1990 | СРСР        | 1:2         | Фінляндія | Ленінград, СРСР                                          |  |
|                            | Гнутова 10' | [ 3 ] [ 4 ] | Гол · Гол | Стадіон: ЗСІ «Зеніт» Глядачі: 100 Суддя: Валерій Бутенко |  |

| 11. товариський 28.04.1990 | СРСР | 0:1         | Фінляндія | Ленінград, СРСР                                          |  |
|                            |      | [ 3 ] [ 4 ] | Гол       | Стадіон: ЗСІ «Зеніт» Глядачі: 100 Суддя: Валерій Бутенко |  |

| 12. товариський 05.05.1990 | СРСР        | 1:1         | Болгарія | Київ, СРСР                                                             |  |
|                            | Бундукі 53' | [ 3 ] [ 4 ] | Гол      | Стадіон: Республіканський стадіон Глядачі: 2 000 Суддя: А. Арановський |  |

| 13. товариський 07.05.1990 | СРСР | 0:0         | Болгарія | Вишгород, СРСР                                                        |  |
|                            |      | [ 3 ] [ 4 ] |          | Стадіон: Республіканський стадіон Глядачі: 1 000 Суддя: А. Литвиненко |  |

| 14. товариський North American Cup 05.08.1990 | США                                       | 8:0                     | СРСР | Міннеаполіс, США                                                 |  |
|                                               | Гіггінс Дженнінгс Гемм , Екерс , Гайнрігс | [ 3 ] [ 4 ] [ 7 ] [ 8 ] |      | Стадіон: Міський стадіон Глядачі: 1 000 Суддя: Р. Домінгес (США) |  |

| 15. товариський North American Cup 07.08.1990 | Німеччина                                 | 3:0                     | СРСР | Міннеаполіс, США                                                            |  |
|                                               | Найд 45' Уєбельгор 47' Шаблон:Золотий гол | [ 3 ] [ 4 ] [ 7 ] [ 9 ] |      | Стадіон: Міський стадіон Глядачі: 1 000 Суддя: Альфред П. Клейнайттіс (США) |  |

| 16. товариський North American Cup 10.08.1990 | США    | 1:1         | СРСР             | Міннеаполіс, США                                                 |  |
|                                               | Руттен | [ 3 ] [ 7 ] | Александрова 80' | Стадіон: Міський стадіон Глядачі: 2 000 Суддя: Р. Домінгес (США) |  |

| 17. товариський North American Cup 11.08.1990 | Англія | 1:1               | СРСР         | Міннеаполіс, США                                             |  |
|                                               | Спейсі | [ 3 ] [ 4 ] [ 7 ] | Кононова 80' | Стадіон: Міський стадіон Глядачі: 1 200 Суддя: Джей М. (США) |  |

| 18. товариський Hohhot Cup 20.08.1990 | Північна Корея | 0:0                | СРСР | Хух-Хото, Китай                                                    |  |
|                                       |                | [ 3 ] [ 4 ] [ 10 ] |      | Стадіон: Міський стадіон Глядачі: 22 000 Суддя: Ксезі Ванг (Китай) |  |

| 19. товариський Hohhot Cup 22.08.1990 | КНР | 6:0                | СРСР | Хух-Хото, Китай                                                    |  |
|                                       |     | [ 3 ] [ 4 ] [ 10 ] |      | Стадіон: Міський стадіон Глядачі: 30 000 Суддя: Хайшенг Лі (Китай) |  |

| 20. товариський Hohhot Cup 24.08.1990 | КНР | 0:1          | СРСР | Хух-Хото, Китай                                                    |  |
|                                       |     | [ 3 ] [ 10 ] |      | Стадіон: Міський стадіон Глядачі: 24 000 Суддя: Ксезі Ванг (Китай) |  |

| 21. товариський Hohhot Cup 26.08.1990 | КНР | 3:0                | СРСР | Хух-Хото, Китай          |  |
|                                       |     | [ 3 ] [ 4 ] [ 10 ] |      | Стадіон: Міський стадіон |  |

| 22. товариський Hohhot Cup 28.08.1990 | збірна Чанчуня | 0:0 (2:4 пен.) | СРСР | Хух-Хото, Китай          |  |
|                                       |                | [ 10 ]         |      | Стадіон: Міський стадіон |  |
|                                       |                | Пенальті       |      |                          |  |
|                                       |                |                |      |                          |  |

| 23. товариський 14.09.1990 | Франція   | 1:2                | СРСР                      | Сен-Ло, Франція                                                  |  |
|                            | Данель 8' | [ 3 ] [ 4 ] [ 11 ] | Григор'єва 17' Гурова 28' | Стадіон: Міський стадіон Глядачі: 1000 Суддя: Ф. Ледюк (Франція) |  |

| 24. товариський 16.09.1990 | Франція | 0:0                | СРСР | Шартр, Франція                                                   |  |
|                            |         | [ 3 ] [ 4 ] [ 12 ] |      | Стадіон: Міський стадіон Глядачі: 2000 Суддя: Ф. Ледюк (Франція) |  |

### 1991 рік
| 25. товариський 4th Grand Hotel Varna Tournament 01.04.1991 | Англія | 1:1 | СРСР       | Варна, Болгарія                       |  |
|                                                             |        |     | Ю. Хромова | Стадіон: Міський стадіон Глядачі: 500 |  |

| 26. товариський 4th Grand Hotel Varna Tournament 02.04.1991 | КНР | 0:1 | СРСР       | Варна, Болгарія                       |  |
|                                                             |     |     | Григор'єва | Стадіон: Міський стадіон Глядачі: 500 |  |

| 27. товариський 4th Grand Hotel Varna Tournament (1/2 фіналу) 04.04.1991 | Польща | 1:5 | СРСР                                          | Варна, Болгарія                       |  |
|                                                                          |        |     | І. Александрова -2 Бундукі Григор'єва Гнутова | Стадіон: Міський стадіон Глядачі: 500 |  |

| 28. товариський 4th Grand Hotel Varna Tournament (Фінал) 07.04.1991 | США                     | 5:0 | СРСР | Варна, Болгарія                       |  |
|                                                                     | Ліллі Гайнрігс Екерс -3 |     |      | Стадіон: Міський стадіон Глядачі: 500 |  |

| 29. товариський 05.05.1991 | СРСР | 0:4 | Швеція | Шатура, СРСР                          |  |
|                            |      |     |        | Стадіон: Міський стадіон Глядачі: 500 |  |

| 30. товариський 20.05.1991 | Данія | 6:1 | СРСР    | Копенгаген, Данія                     |  |
|                            |       |     | Гнутова | Стадіон: Міський стадіон Глядачі: 500 |  |

| 31. товариський 23.05.1991 | Норвегія | 4:1 | СРСР            | Карагере, Норвегія                    |  |
|                            |          |     | М. Александрова | Стадіон: Міський стадіон Глядачі: 500 |  |

| 32. товариський 26.05.1991 | Норвегія | 2:0 | СРСР | Шієн, Норвегія                        |  |
|                            |          |     |      | Стадіон: Міський стадіон Глядачі: 500 |  |

| 33. товариський 08.06.1991 | Фінляндія | 0:2 | СРСР               | Гельсінкі, Фінляндія                  |  |
|                            |           |     | Гнутова Верезубова | Стадіон: Міський стадіон Глядачі: 500 |  |

| 34. товариський 26.06.1991 | Румунія | 2:1 | СРСР               | Сардинія, Італія |  |
|                            |         |     | Гнутова Верезубова | Глядачі: 50      |  |

| 35. товариський 16.07.1991 | СРСР | 0:2 (0:1) | КНР | Реутов, СРСР                  |  |
|                            |      |           |     | Стадіон: «Старт» Глядачі: 500 |  |

| 36. товариський 18.07.1991 | СРСР | 0:3 | КНР | Москва, СРСР |  |
|                            |      |     |     | Глядачі: 500 |  |

| 37. товариський турнір у Чебоксарах 24.07.1991 | СРСР                                               | 4:0 | «Волжанка» (Чебоксари) |              |  |
|                                                | Половенко 26' Бундукі 27' Балакіна 75' Гнутова 78' |     |                        | Глядачі: 500 |  |

| 38. товариський турнір у Чебоксарах 25.07.1991 | СРСР                                     | 3:1 | КНР           | Чебоксари, СРСР |  |
|                                                | Бундукі 25' Надь 55' Бай Ксягун 71' (аг) |     | Ван Ліпін 52' | Глядачі: 500    |  |

| 39. товариський 31.07.1991 | СРСР       | 1:2 | Англія   | Дмитров, СРСР                         |  |
|                            | Григор'єва |     | -2 Вокер | Стадіон: Міський стадіон Глядачі: 500 |  |

| 40. товариський 01.08.1991 | СРСР | 0:2 | Англія | Кашира, СРСР                          |  |
|                            |      |     |        | Стадіон: Міський стадіон Глядачі: 500 |  |

| 41. товариський 17.08.1991 | Швеція | 2:0 | СРСР | Стенунгсунд, Швеція                   |  |
|                            |        |     |      | Стадіон: Міський стадіон Глядачі: 500 |  |

| 42. товариський 09.09.1991 | Англія | 2:0 | СРСР | Саутгемптон, Англія                   |  |
|                            |        |     |      | Стадіон: Міський стадіон Глядачі: 345 |  |

| 43. товариський 10.09.1991 | Англія | 1:3 | СРСР                           | Брайтон, Англія                       |  |
|                            |        |     | Сотникова Бундукі ?' В.Баркова | Стадіон: Міський стадіон Глядачі: 600 |  |

| 44. товариський 16.09.1991 | Польща | 2:1 | СРСР     | Ченстохова, Польща                    |  |
|                            |        |     | Кононова | Стадіон: Міський стадіон Глядачі: 500 |  |

| 45. товариський 18.09.1991 | Польща | 1:2 | СРСР                 | Лодзь, Польща                         |  |
|                            |        |     | Кононова Полікарпова | Стадіон: Міський стадіон Глядачі: 500 |  |

| 46. товариський 06.10.1991 | СРСР | 2:1 | Угорщина         | Москва, СРСР |  |
|                            |      |     | Кононова Бундукі | Глядачі: 500 |  |

### 1992 рік
| 47. товариський 26.02.1992 | Італія | 1:0 | СНД | Ріміні, Італія                          |  |
|                            |        |     |     | Стадіон: Стадіо Ромео Нері Глядачі: 500 |  |

| 48. товариський 17.03.1992 | Нідерланди | 1:0 | СНД | Заандам, Нідерланди                   |  |
|                            |            |     |     | Стадіон: Міський стадіон Глядачі: 500 |  |

| 49. товариський 19.03.1992 | Нідерланди | 1:0 | СНД | Алфен-ан-ден-Рейн, Нідерланди                |  |
|                            |            |     |     | Стадіон: Спорткомлекс Зегерслут Глядачі: 500 |  |

| 50. товариський 5th Grand Hotel Varna Tournament (матч за 9-те місце) 05.04.1992 | Шотландія | 2:1 | СНД | Варна, Нідерланди |  |
|                                                                                  |           |     |     | Глядачі: 500      |  |

| 51. товариський Турнір 1st Lyon'ne Cup 17.04.1992 | СНД    | 1:0 | Франція | Л'Арбрель, Франція                    |  |
|                                                   | Сікора |     |         | Стадіон: Міський стадіон Глядачі: 500 |  |

| 52. товариський Турнір 1st Lyon'ne Cup 18.04.1992 | Кот-д'Івуар | 0:3 | СНД                   | Бриньє, Франція                       |  |
|                                                   |             |     | Григор'єва , Кононова | Стадіон: Міський стадіон Глядачі: 500 |  |

| 53. товариський Турнір 1st Lyon'ne Cup 19.04.1992 | США (WU-20) | 1:1 | СНД | Ліон, Франція                         |  |
|                                                   |             |     |     | Стадіон: Міський стадіон Глядачі: 500 |  |

| 54. товариський Турнір 1st Lyon'ne Cup (1/2 фіналу) 20.04.1992 | «Стандард» (Льєж) | 1:0 | СНД | Ліон, Франція                         |  |
|                                                                |                   |     |     | Стадіон: Міський стадіон Глядачі: 500 |  |

| 55. товариський Турнір 1st Lyon'ne Cup (матч за 3-тє місце) 20.04.1992 | «Олімпія» (Ліон) | 0:1 | СНД | Ліон, Франція                |  |
|                                                                        |                  |     |     | Стадіон: Жерлан Глядачі: 500 |  |